# Gaudy Night
Gaudy Night (in het Nederlands verschenen onder de titel Onrust in Oxford) is een detectiveroman van de Engelse schrijfster Dorothy L. Sayers uit 1935. Het is het tiende en voorlaatste verhaal in haar serie van elf romans rond de aristocratische amateurdetective Lord Peter Wimsey en het derde waarin de detectiveschrijfster Harriet Vane een rol speelt. Het verhaal speelt zich af in het fictieve Shrewsbury College in Oxford, een hint naar Somerville College, waaraan Sayers studeerde.

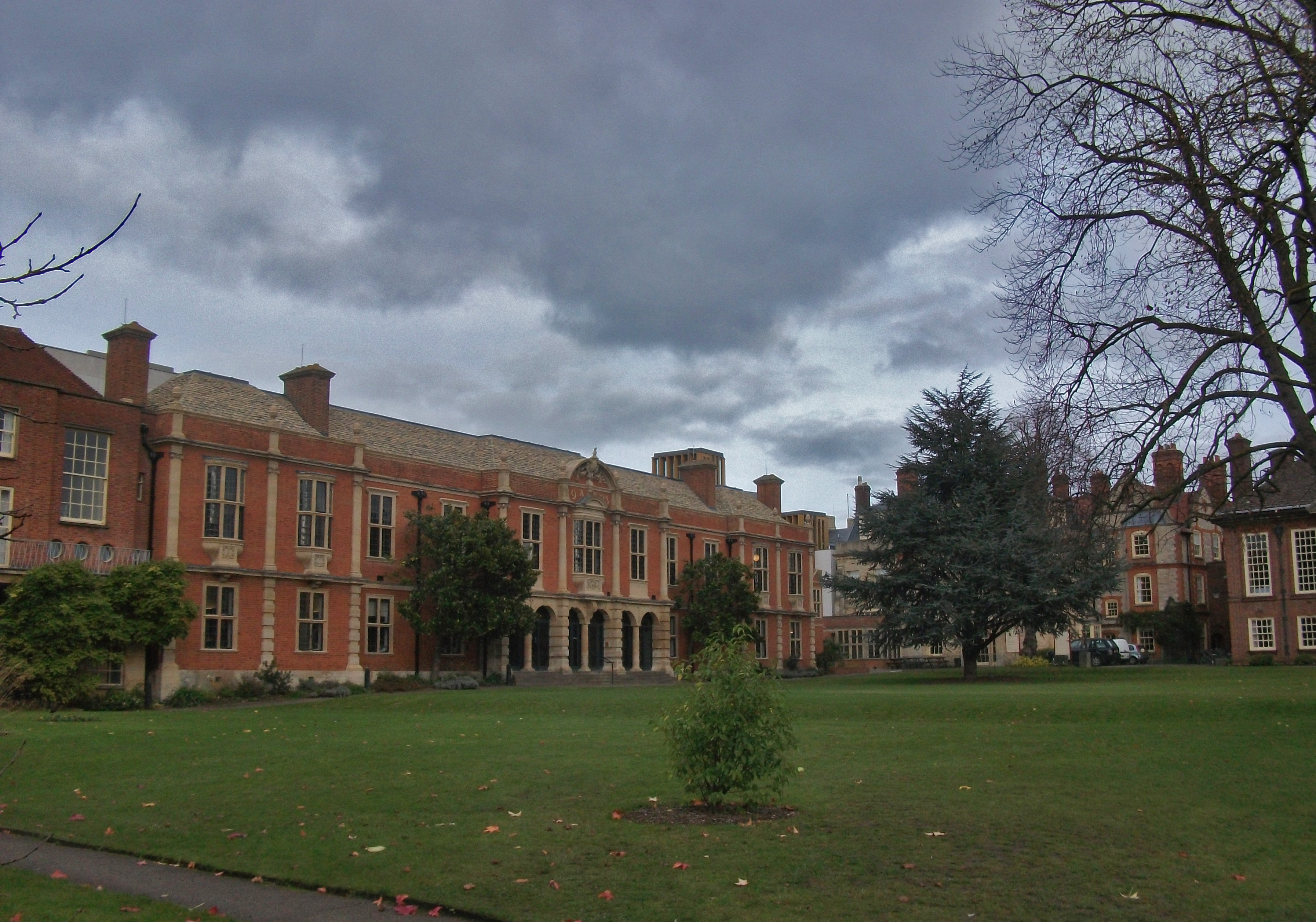
Somerville College

## Titel
De titel van het boek verwijst naar een gaudy, een feestelijke herdenkingsbijeenkomst op een universitaire instelling, vergelijkbaar met een reünie. De uitdrukking Gaudy Night komt voor in William Shakespeares stuk Antony and Cleopatra in de betekenis van een feestelijke en onbezorgde bijeenkomst.

## Voorgeschiedenis
In de roman Strong Poison (1931) maakt Peter Wimsey kennis met Harriet Vane, die terechtstaat voor moord op haar voormalige minnaar. Hij wordt halsoverkop verliefd op haar en doet zelfs een huwelijksaanzoek, dat zij echter afwijst. Na uitgebreid onderzoek lukt het hem het bewijs te leveren dat zij onschuldig is. In het verhaal Have His Carcase (1932) werkt het duo samen aan de oplossing van een moordzaak en ontstaat er enige voorzichtige toenadering.

## Korte inhoud
Harriet Vane wordt uitgenodigd om de jaarlijkse gaudy bij te wonen van Shrewsbury College, een uitsluitend voor vrouwen bestemd college van de Universiteit van Oxford, waar zij tien jaar eerder heeft gestudeerd. Zij aanvaardt de uitnodiging, hoewel zij vreest dat niet iedereen blij zal zijn met haar komst, gezien haar recente verleden. Zij wordt echter door de meesten hartelijk welkom geheten. Het blijkt dat zich recent enige onaangename zaken hebben voorgedaan op het instituut. Leden van de staf worden lastiggevallen met anonieme brieven met een onheilspellend karakter, en ook andere ontwrichtende activiteiten doen zich voor. De leiding wil echter niet de politie inschakelen, om een schandaal te voorkomen. Ook Harriet wordt op de ochtend na de feestelijkheden geconfronteerd met een dergelijke dreigende brief.
Na enige tijd vraagt de leiding van het college Harriet om hulp aangezien de ontwrichtende activiteiten voortduren en steeds ernstiger worden. Men meent dat zij, gezien haar ervaring en veronderstelde inzicht in criminele zaken, enig licht op de zaak zal kunnen werpen. Onder het mom dat zij een van de docenten zal bijstaan met haar werk aan een wetenschappelijk onderzoek, gaat zij op onderzoek uit. De spanning neemt toe als een boek uit de bibliotheek over de positie van de moderne vrouw in de samenleving wordt verscheurd, er ruiten sneuvelen en een als personeelslid geklede pop wordt verbrand. Ook Harriet zelf raakt gewond bij een op haar gerichte aanslag.
Als uiteindelijk Lord Peter na een buitenlandse diplomatieke missie zich in Oxford vertoont, komen de zaken door gezamenlijk onderzoek tot een oplossing. Het blijkt te gaan om een gefrustreerde vrouw wier man op een andere universiteit is betrapt op wetenschappelijke fraude, wat hem tot zelfmoord heeft gebracht. De dader heeft door haar acties getracht wraak te nemen op degene die daar volgens haar de oorzaak van was en op het in haar ogen benauwde en ver van de dagelijkse realiteit verwijderde academische vrouwenwereldje.
De roman verschilt in zoverre van de andere verhalen in de serie dat het hierin niet gaat om een moordzaak. Bovendien is in dit boek de aandacht vooral gericht op de wederwaardigheden van Harriet Vane, terwijl Peter Wimsey zich pas later in het verhaal met de zaak gaat bezighouden. Er is een duidelijke psychologische karakterontwikkeling waarin Harriet Vane tot introspectie komt; haar opgedane ervaringen en emoties leiden tot een dieper inzicht in haar eigen zielenroerselen en haar relatie met anderen en met Peter Wimsey in het bijzonder. Na een zoveelste huwelijksaanzoek van zijn kant aanvaardt zij hem uiteindelijk. Het slot van de reeks speelt zich af tijdens de, ook weer door een criminele zaak overheerste, wittebroodsweken, zoals beschreven in Busman's Honeymoon.

## Filmbewerking
Gaudy Night werd voor televisie bewerkt in een 1987 vervaardigde film in het kader van een televisiereeks naar de werken van Dorothy Sayers. De hoofdrollen werden vertolkt door Edward Petherbridge en Harriet Walter.